# 郫县东站
郫县东站位于四川省成都市郫都区，是成都市域铁路成灌线的一个高架车站。该站隶属成都铁路局。

## 运营信息
目前尚未有列车在此办理乘降业务，仅办理临时停靠业务。